# Platyscelidris
Platyscelidris är ett släkte av steklar. Platyscelidris ingår i familjen Scelionidae.
Kladogram enligt Catalogue of Life:
| Platyscelidris | \| \| Platyscelidris fossorius \| \| \| \| \| \| Platyscelidris kittenbergeri \| \| \| \| |
|                | \| \| Platyscelidris fossorius \| \| \| \| \| \| Platyscelidris kittenbergeri \| \| \| \| |
|                | Platyscelidris fossorius                                                                  |
|                |                                                                                           |
|                | Platyscelidris kittenbergeri                                                              |
|                |                                                                                           |